# قسم شرطة ميرامار
قسم شرطة ميرامار (بالإنجليزية: Miramar Police Department)‏ هو الجهة المسؤولة عن تطبيق القانون داخل مدينة ميرامار بولاية فلوريدا. تم اعتماد القسم من قبل لجنة الاعتماد لوكالات تطبيق القانون ولجنة اعتماد تطبيق القانون في ولاية فلوريدا. رئيس الشرطة الحالي هو دكستر ويليامز. كان قسم شرطة ميرامار مقراً لبعض الوقت في مركز تجاري. في عام 2005 أضر إعصار بمبنى القسم القديم وواجهت المدينة صعوبة في إيجاد بديل مناسب.